# رئيس وزراء فانواتو
رئيس وزراء فانواتو هو رئيس الحكومة في جمهورية فانواتو.
تم إنشاء منصب رئيس الوزراء بموجب دستور فانواتو عند استقلال البلاد عام 1980، حيث أصبح الناشط من أجل الاستقلال والتر ليني أول من شغل هذا المنصب. يُنظر أحيانًا إلى هذا المنصب على أنه استمرار لمنصب الوزير الأول الأقدم، الذي كان موجودًا قبل حصول فانواتو على استقلالها. وفقًا للدستور، يتم انتخاب رئيس الوزراء من قبل البرلمان، ويجب أن يكون عضوًا فيه. يقوم رئيس الوزراء بتعيين أو إقالة أعضاء مجلس وزراء فانواتو (الوزراء الحكوميين) مباشرة.
حتى الآن، شغل المنصب 13 رجلاً، بعضهم لعدة فترات.
رئيس الوزراء الحالي هو شارلوت سالواي من حركة التوحيد من أجل التغيير، منذ 6 أكتوبر 2023.

## النزاعات
في نوفمبر 2009، أُعلن لفترة وجيزة عن فقدان رئيس الوزراء إدوارد ناتابي لمقعده من قبل رئيس البرلمان بسبب خطأ إجرائي. أبطلت المحاكم القرار، واستعاد ناتابي مقعده، وبالتالي رئاسة الوزراء.
تُدرج الفترة الرابعة لسيرج فوهور في منصبه، من أبريل إلى مايو 2011، في القائمة أدناه، رغم أن انتخابه لمنصب رئيس الوزراء أُلغي باعتباره غير دستوري من قبل محكمة الاستئناف في 13 مايو، على أساس أنه انتُخب فقط بأغلبية أعضاء البرلمان (26 من أصل 52)[بحاجة لتوضيح]، وليس بأغلبية مطلقة. رالف ريغينفانو، الذي استعاد منصبه كوزير للعدل بعد إلغاء رئاسة فوهور للوزراء، صرّح قائلًا: "رئيس الوزراء سيرج فوهور وحكومته غير شرعيين، باطلين ولم يكونوا أبدًا حكومة البلاد."
وبالمثل، تم إدراج فترة ساتو كيلمان رغم أنها أُلغيت أيضًا، بقرار من رئيس المحكمة العليا فينسنت لونابيك في 16 يونيو 2011، حيث وجد أن انتخاب كيلمان في ديسمبر 2010 لم يكن متوافقًا مع متطلبات الاقتراع البرلماني السري المنصوص عليها في المادة 41 من الدستور. وهكذا، بعد الإطاحة بإدوارد ناتابي في تصويت بحجب الثقة صالح في ديسمبر 2010، لم يكن لفانواتو حكومة قانونية حتى أعيد ناتابي في يونيو مع تعليمات من المحكمة بعقد البرلمان لانتخاب رئيس وزراء. تم ذلك في 26 يونيو، مما أدى إلى انتخاب ساتو كيلمان رئيسًا للوزراء من قبل البرلمان – وهو أول فترة له معترف بها قانونيًا كرئيس وزراء.
| الرقم | الصورة | الاسم (الميلاد–الوفاة)                    | فترة الحكم                  | فترة الحكم                        | فترة الحكم        | الحزب السياسي                     | الانتخابات | الحكومة       |
| الرقم | الصورة | الاسم (الميلاد–الوفاة)                    | تولى المنصب                 | ترك المنصب                        | مدة الحكم         | الحزب السياسي                     | الانتخابات | الحكومة       |
| ----- | ------ | ----------------------------------------- | --------------------------- | --------------------------------- | ----------------- | --------------------------------- | ---------- | ------------- |
| 1     |        | والتر ليني (1942–1999)                    | 30 يوليو 1980               | 6 سبتمبر 1991                     | 11 سنوات و38 أيام | حزب فانواكو                       | 1983 1987  | ليني I–II–III |
| –     |        | دونالد كالبوكاس (1943–2019) قائم بالأعمال | 6 سبتمبر 1991               | 16 ديسمبر 1991                    | 101 أيام          | حزب فانواكو                       | –          | ليني III      |
| 2     |        | ماكسيم كارلوت كورمان (مواليد 1941)        | 16 ديسمبر 1991              | 21 ديسمبر 1995                    | 4 سنوات و5 أيام   | اتحاد الأحزاب المعتدلة            | 1991       | كورمان I      |
| 3     |        | سيرج فوهور (1955–2024)                    | 21 ديسمبر 1995              | 23 فبراير 1996 (تصويت بحجب الثقة) | 64 أيام           | اتحاد الأحزاب المعتدلة            | 1995       | فوهور I       |
| (2)   |        | ماكسيم كارلوت كورمان (مواليد 1941)        | 23 فبراير 1996              | 30 سبتمبر 1996 (تصويت بحجب الثقة) | 220 أيام          | اتحاد الأحزاب المعتدلة            | —          | كورمان II     |
| (3)   |        | سيرج فوهور (1955–2024)                    | 30 سبتمبر 1996              | 30 مارس 1998                      | 1 سنة و181 أيام   | اتحاد الأحزاب المعتدلة            | —          | فوهور II      |
| 4     |        | دونالد كالبوكاس (1943–2019)               | 30 مارس 1998                | 25 نوفمبر 1999                    | 1 سنة و240 أيام   | حزب فانواكو                       | 1998       | كالبوكاس      |
| 5     |        | باراك سوب (مواليد 1955)                   | 25 نوفمبر 1999              | 13 أبريل 2001 (استقال)            | 1 سنة و139 أيام   | الحزب التقدمي الميلانيزي          | —          | سوب           |
| 6     |        | إدوارد ناتاباي (1954–2015)                | 13 أبريل 2001               | 29 يوليو 2004                     | 3 سنوات و107 أيام | حزب فانواكو                       | 2002       | ناتاباي I–II  |
| (3)   |        | سيرج فوهور (1955–2024)                    | 29 يوليو 2004               | 11 ديسمبر 2004 (تصويت بحجب الثقة) | 135 أيام          | اتحاد الأحزاب المعتدلة            | 2004       | فوهور III     |
| 7     |        | هام ليني (ولد 1951)                       | 11 ديسمبر 2004              | 22 سبتمبر 2008                    | 3 سنوات و286 أيام | الحزب الوطني الموحد               | —          | ليني          |
| (6)   |        | إدوارد ناتاباي (1954–2015)                | 22 سبتمبر 2008              | 27 نوفمبر 2009 (تمت إقالته)       | 1 سنة و66 أيام    | حزب فانواكو                       | 2008       | ناتاباي III   |
| –     |        | سيرج فوهور (1955–2024) مؤقتاً              | 27 نوفمبر 2009              | 5 ديسمبر 2009                     | 8 أيام            | اتحاد الأحزاب المعتدلة            | —          | ناتاباي III   |
| (6)   |        | إدوارد ناتاباي (1954–2015)                | 5 ديسمبر 2009 (أُعيد تنصيبه) | 2 ديسمبر 2010 (تصويت بحجب الثقة)  | 362 أيام          | حزب فانواكو                       | —          | ناتاباي III   |
| 8     |        | ساتو كيلمان (ولد 1957)                    | 2 ديسمبر 2010               | 24 أبريل 2011 (تصويت بحجب الثقة)  | 143 أيام          | حزب التقدم الشعبي                 | —          | كيلمان I      |
| (3)   |        | سيرج فوهور (1955–2024)                    | 24 أبريل 2011               | 13 مايو 2011 (تمت إقالته)         | 19 أيام           | اتحاد الأحزاب المعتدلة            | —          | فوهور IV      |
| (8)   |        | ساتو كيلمان (ولد 1957)                    | 13 مايو 2011                | 16 يونيو 2011 (تمت إقالته)        | 34 أيام           | حزب التقدم الشعبي                 | —          | كيلمان II     |
| –     |        | إدوارد ناتاباي (1954–2015) مؤقتاً          | 16 يونيو 2011               | 26 يونيو 2011                     | 10 أيام           | حزب فانواكو                       | —          | مؤقتة         |
| (8)   |        | ساتو كيلمان (ولد 1957)                    | 26 يونيو 2011 (أعيد تعيينه) | 23 مارس 2013 (استقال)             | 1 سنة و270 أيام   | حزب التقدم الشعبي                 | 2012       | كيلمان III–IV |
| 9     |        | موانا كاركاسيس كالوسيل (ولد 1963)         | 23 مارس 2013                | 15 مايو 2014 (تصويت بحجب الثقة)   | 1 سنة و53 أيام    | الاتحاد الأخضر                    | —          | كاركاسيس      |
| 10    |        | جو ناتومان (ولد 1952)                     | 15 مايو 2014                | 11 يونيو 2015 (تصويت بحجب الثقة)  | 1 سنة و27 أيام    | حزب فانواكو                       | —          | ناتومان       |
| (8)   |        | ساتو كيلمان (ولد 1957)                    | 11 يونيو 2015               | 11 فبراير 2016                    | 245 أيام          | حزب التقدم الشعبي                 | —          | كيلمان V      |
| 11    |        | شارلوت سالواي (ولد 1963)                  | 11 فبراير 2016              | 20 أبريل 2020                     | 4 سنوات و69 أيام  | حركة إعادة التوحيد من أجل التغيير | 2016       | سالواي        |
| 12    |        | بوب لوغمان (ولد 1961)                     | 20 أبريل 2020               | 4 نوفمبر 2022                     | 2 سنوات و198 أيام | حزب فانواكو                       | 2020       | لوغمان        |
| 13    |        | إسماعيل كالسكاو (ولد ????)                | 4 نوفمبر 2022               | 4 سبتمبر 2023                     | 304 أيام          | اتحاد الأحزاب المعتدلة            | 2022       | كالسكاو       |
| (8)   |        | ساتو كيلمان (ولد 1957)                    | 4 سبتمبر 2023               | 6 أكتوبر 2023                     | 32 أيام           | حزب التقدم الشعبي                 | —          | كيلمان VI     |
| (11)  |        | شارلوت سالواي (ولد 1963)                  | 6 أكتوبر 2023               | 11 فبراير 2025                    | 1 سنة و128 أيام   | حركة إعادة التوحيد من أجل التغيير | —          | سالواي II     |
| 14    |        | جوثام نابات (born 1972)                   | 11 فبراير 2025              | حاليا                             | 38 أيام           | حزب القادة في فانواتو             | 2025       | نابات         |